# San Colombano Certénoli
San Colombano Certenoli es un municipio italiano situado en la ciudad metropolitana de Génova, en Liguria. Tiene una población estimada, a fines de abril de 2024, de 2677 habitantes.

## Evolución demográfica
| Gráfica de evolución demográfica de San Colombano Certénoli entre 1861 y 2024 |
|                                                                               |
| Fuente: ISTAT - Elaboración gráfica de Wikipedia                              |